# Catch (musik)
Catch är en för England utmärkande folklig kompositionsform, bestående i flerstämmiga kanon för mansstämmor med vanligen komisk text och varjehanda svårigheter i utförandet, i det att till exempel orden eller till och med stavelserna kan vara delade på olika stämmor. 
De äldsta samlingarna av catches härrör från 1609 och 1611. Varje yrke hade sin kännetecknande catch. Även sådana med herdeidylliska ämnen var vanliga. Under Karl II:s sedeslösa epok (senare hälften av 1600-talet) gjordes gärna texterna mycket självsvåldiga. År 1761 bildades i London för odlande av denna gamla sångform en förnäm Catch Club, vars medlemmar endast var åhörare till de av yrkessångare utförda sångerna. 